# 西連基 (格洛比諾區)
49°26′46″N 33°23′11″E / 49.44611°N 33.38639°E
西連基（烏克蘭語：Сіренки），是烏克蘭中部的村莊，隸屬波爾塔瓦州的克雷門丘克區。該村分別距離舍夫琴基0.5公里和科列希納1公里，面積1.61平方公里，海拔高度115米，2001年人口126。